# Thomas Brodie-Sangster
 (juillet 2018).
Pour les articles homonymes, voir Brodie et Sangster.
Thomas Brodie-Sangster (également appelé Thomas Sangster au début de sa carrière) est un acteur et musicien britannique d'origine écossaise, né le 16 mai 1990 dans le quartier londonien de Southwark.
Il est principalement connu pour ses rôles dans les films Love Actually, Nanny McPhee et la trilogie Le Labyrinthe, ainsi que les séries télévisées Phinéas et Ferb, Game of Thrones et Le Jeu de la dame.

## Biographie

### Famille
Thomas Brodie Sangster est né le 16 mai 1990 à Southwark, un quartier du sud de Londres, où il grandit avec sa sœur Ava (née le 11 avril 1992).
Son père, Mark Ernest Sangster, est acteur et musicien, consacré notamment dans l'adaptation musicale du Roi Lion en Allemagne. Il est écossais car sa famille est originaire de Banchory, en Écosse.
Sa mère, « Tasha » Anastasia Bertram, danseuse et actrice, est apparue dans de nombreux films produits par la BBC. Le grand-père de Tasha Bertram, Anthony Bertram (en) (1897-1978), était romancier. Elle a aussi pour ancêtre Evan Nepean (1751-1822), homme politique britannique, haut fonctionnaire colonial sous le règne de George III. Enfin, Tasha Bertram est cousine issue de germains de l'acteur Hugh Grant : sa grand-mère paternelle était la sœur de la grand-mère maternelle de Hugh Grant.
Mark Sangster et Tasha Bertram se sont mariés en 1988 et ont divorcé en 2004.

### Carrière

#### Cinéma et télévision
En 2001, c'est à la BBC qu'il doit un de ses premiers rôles importants dans un téléfilm Station Jim. Puis il apparaît dans plusieurs autres téléfilms, y compris dans des rôles importants comme dans Bobbie's Girl, L'enfant qui ne voulait pas mourir et Stig of the Dump (en).
En 2002, il apparaît dans la mini-série Feather Boy (en), adaptation d'une nouvelle.
En 2003, il interprète le beau-fils de Liam Neeson dans Love Actually, premier film majeur. Il en est nommé aux Golden Satellite Awards et aux Young Artist Awards. Même année, il obtient le prix du meilleur acteur pour une mini-série pour son rôle dans Daddy (ru) (également diffusé sous le titre Entrusted) de Giacomo Battiato au festival du film de Monte-Carlo.

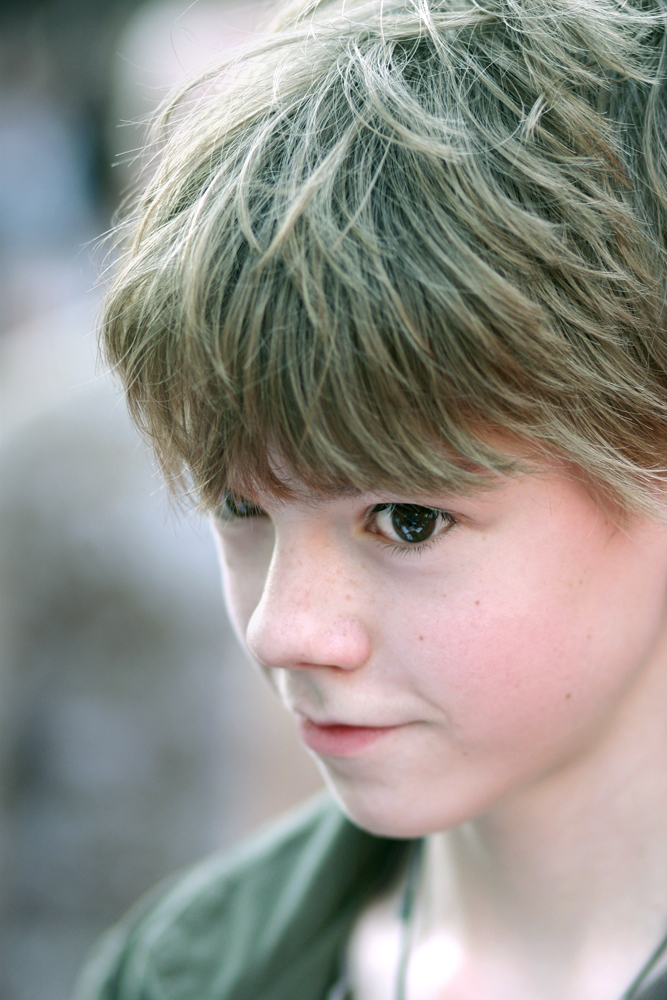
En juillet 2006.

En 2005, il interprète Simon Brown, l'aîné d'une fratrie de sept enfants, dans le film Nanny McPhee de Kirk Jones sur le scénario d'Emma Thompson avec qui il partage l'écran.
En 2006, il incarne Tristan enfant dans le film Tristan et Yseult (tourné en République tchèque), le rôle adulte étant interprété par James Franco.
En 2007, il apparaît dans deux épisodes de la troisième saison de la série Doctor Who (La Famille de sang et Smith, la Montre et le Docteur) aux côtés de David Tennant et Freema Agyeman.
En 2008, on révèle qu'il est l'un des acteurs pressentis pour incarner Tintin dans Les Aventures de Tintin : Le Secret de La Licorne de Steven Spielberg, mais laisse Jamie Bell décrocher le rôle-titre à la suite de problèmes de planification.
En 2009, il tient le rôle de Paul McCartney adolescent dans le film Nowhere Boy qui relate la jeunesse de John Lennon.

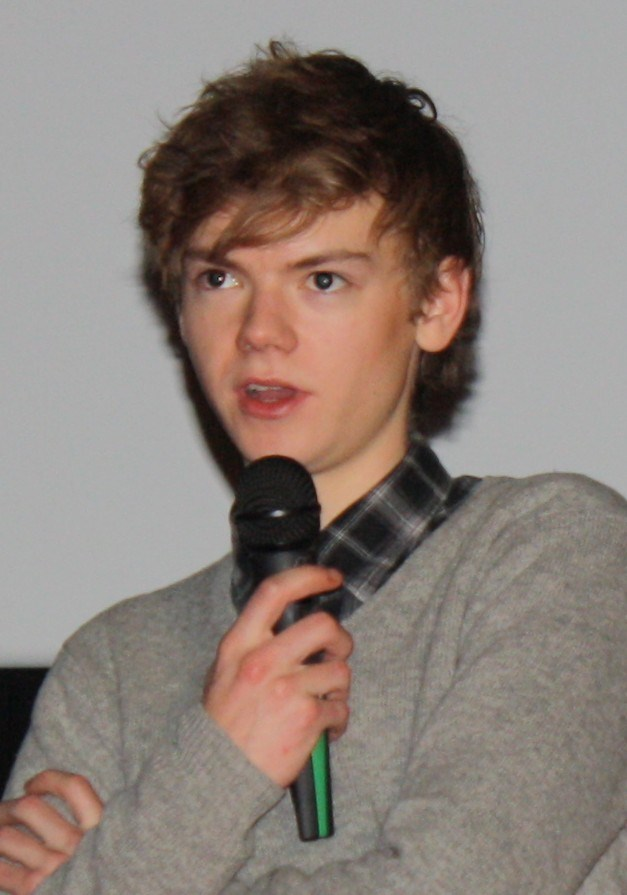
En 2011.

En 2013, il tient le rôle principal dans le court métrage Orbit Ever After.
En 2014, il incarne le personnage de Newt dans le film Le Labyrinthe de Wes Ball, adaptation du roman Le Labyrinthe, premier tome du cycle L'Épreuve écrit par James Dashner. Il reprendra ce même rôle dans les deux volets suivants : Le Labyrinthe : La Terre brûlée (2015) et Le Labyrinthe : Le Remède mortel (2018).
En décembre 2015, il fait une apparition furtive dans Star Wars, épisode VII : Le Réveil de la Force.
En 2020, il est Benny Watts dans la série Le Jeu de la dame.
En 2023, il interprète l’un des rôles principaux dans la série Le Renard : Prince des voleurs qui est sorti en France sur Disney + en janvier 2024.

#### Musique
En janvier 2010, Thomas Brodie-Sangster joue de la basse . Il rejoint le groupe londonien Winnet, dans lequel sa mère Tasha Bertram assure le chant. Il joue aussi de la guitare de la main droite et de la main gauche, et a appris à jouer de la batterie pour le rôle de Sam dans Love Actually.

### Vie privée
Thomas Brodie-Sangster s'est marié le 22 juin 2024 avec l'actrice Talulah Riley, rencontrée sur le tournage de Pistol, et avec qui il était en couple depuis juillet 2022 et fiancé depuis juillet 2023.

## Filmographie

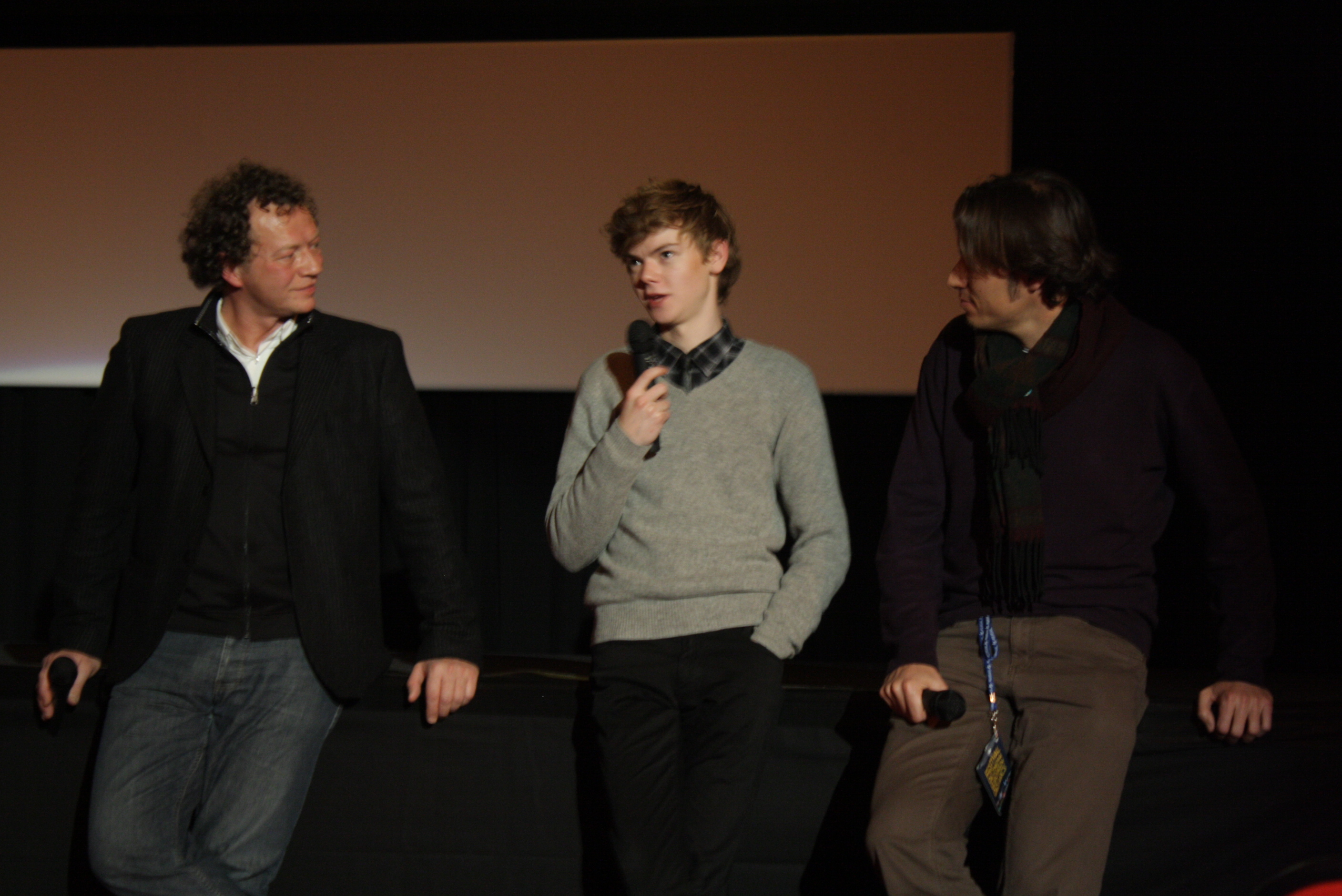
Thomas Brodie-Sangster en 2011, lors de la promotion de Death of a Superhero.

### Cinéma

#### Longs métrages
- 2003 : Love Actually de Richard Curtis : Sam
- 2005 : Nanny McPhee de Kirk Jones : Simon Brown
- 2006 : Molly: An American Girl on the Home Front (en) de Joyce Chopra : le garçon
- 2006 : Tristan et Yseult (Tristan & Isolde) de Kevin Reynolds : Tristan enfant
- 2007 : La Dernière Légion (The Last Legion) de Doug Lefler : Romulus Augustule
- 2009 : Bright Star de Jane Campion : Samuel Brawne
- 2009 : Nowhere Boy de Sam Taylor-Wood : Paul McCartney
- 2011 : Hideaways d'Agnès Merlet : Liam, adolescent
- 2011 : Death of a Superhero de Ian FitzGibbon : Donald Clarke
- 2011 : Albatross de Niall MacCormick : Mark
- 2012 : The Baytown Outlaws : Les Hors-la-loi de Barry Battles : Rob
- 2014 : Le Labyrinthe (The Maze Runner) de Wes Ball : Newt
- 2014 : Phantom Halo, d'Antonia Bogdanovich : Samuel Emerson
- 2015 : Le Labyrinthe : La Terre brûlée (Maze Runner: The Scorch Trials) de Wes Ball : Newt
- 2015 : Star Wars, épisode VII : Le Réveil de la Force (Star Wars: Episode VII – The Force Awakens) de J. J. Abrams : sergent Thanisson du Premier Ordre (caméo)
- 2018 : Le Labyrinthe : Le Remède mortel (Maze Runner: The Death Cure) de Wes Ball : Newt
- 2020 : Dragon Rider (en) de Tomer Eshed : Firedrake (voix)[8] : (en production)

#### Courts métrages
- 2002 : Mrs Meitlemeihr de Graham Rose : le premier garçon
- 2009 : The Alchemistic Suitcase de Joe Stephenson : le garçon
- 2011 : My Left Hand Man de Antonia Bogdanovich: Samuel Emerson
- 2012 : The Ugly Duckling de Ella Jones : le vilain petit canard
- 2013 : Orbit Ever After de Jamie Magnus Stone : Nigel
- 2017 : Red Nose Day Actually (en) de Richard Curtis : Sam

### Télévision

#### Séries télévisées
- 2002 : Stig of the Dump (en) : Barney
- 2002 : La Brigade du courage (London's Burning) : Stephen (saison 14, épisode 6 : L'excursion)
- 2003 : Ultimate Force : Gabriel (saison 2, épisode 5 : Opération Oméga)
- 2004 : Feather Boy (en) : Robert Nobel
- 2005 : Julian Fellowes Investigates: A Most Mysterious Murder (en) : John Duff (épisode 5 : The Case of the Croydon Poisonings)
- 2007 : Doctor Who : Tim Latimer (2 épisodes)
- 2007-2015 : Phinéas et Ferb (Phineas and Ferb) : Ferb Fletcher (voix)
- 2011 : Inspecteur Lewis (Lewis) : Adam Douglas (saison 5, épisode 3 : Esprits tourmentés)
- 2011 : Accused : Jake Murray (2 épisodes)
- 2013-2014 : Game of Thrones : Jojen Reed (10 épisodes)
- 2014 : American Dad! (saison 9, épisode 13 : Mémoire virtuelle)
- 2015 : Dans l'ombre des Tudors (Wolf Hall) : Ralph Sadler (en)
- 2015 : Thunderbirds (Thunderbirds Are Go) : John Tracy (en) / Pirate Dobbs (voix) (35 épisodes)
- 2017 : Godless : Whitey Winn
- 2020 : Le Jeu de la dame (The Queen's Gambit) : Benny Watts
- 2021 : Unsinkable : Hawkins (11 épisodes)
- 2022 : Pistol : Malcolm McLaren
- 2023 : Le Renard : Prince des voleurs (The Artful Dodger) : Le Renard / Dr Jack Dawkins

#### Téléfilms
- 2001 : Station Jim de John Roberts : Henry
- 2001 : L'enfant qui ne voulait pas mourir (The Miracle of the Cards) de Mark Griffiths : Craig Shergold (en)
- 2002 : Bobbie's Girl de Jeremy Kagan : Alan Langham
- 2003 : Hitler : La Naissance du mal (Hitler: The Rise of Evil) de Christian Duguay : Adolf Hitler, à l'âge de dix ans
- 2003 : Daddy (ru) (Entrusted) de Giacomo Battiato : Thomas von Gall
- 2008 : Pinocchio, un cœur de bois (Pinocchio) d'Alberto Sironi : Lucignolo (Crapule) (en)
- 2010 : Some Dogs Bite de Marc Munden : Casey
- 2011 : Phinéas et Ferb, le film (Phineas and Ferb, the Movie: Across the 2d Dimension) de Dan Povenmire et Robert F. Hughes : Ferb Fletcher (voix)
- 2013 : Phinéas et Ferb : Mission Marvel (Phineas and Ferb: Mission Marvel) de Dan Povenmire et Robert F. Hughes : Ferb Fletcher (voix)

### Clips musicaux
- 2014 : 30 Minute Break, de The Luka State (en) (rôle principal)
- 2014 : Rain, de The Luka State (en) (apparition)
- 2016 : Tired of Lying, de Kioko (apparition)
- 2020 :  Ballad of you & I, de Hotel Lux (rôle principal)

### Rôles audio
- 2007 : Country Life : Boris
- 2007 : The Mind's Eye (en) : Kyle
- 2008 : The Bride of Peladon (en) : Miner
- 2021 : Unsinkable : Arthur Hawkins (11 épisodes)

## Distinctions

### Récompenses
- 2003 : Festival de télévision de Monte-Carlo : Nymphe d'or du meilleur acteur dans une mini-série pour Daddy (Entrusted)
- 2015 : CinoManiac Doppelganger award de l'acteur qui aurait le plus dû jouer Peter Pan durant sa carrière.
- 2016 : Teen Choice Awards : meilleure alchimie (partagé avec Dylan O'Brien) pour le film Le Labyrinthe : La Terre brûlée
- 2018 : Festival du film de Newport Beach : prix "Artiste de distinction"

### Nominations
- 2004 : Phoenix Film Critics Society Awards : meilleur jeune acteur pour le film Love Actually
- 2004 : Phoenix Film Critics Society Awards : meilleure distribution pour le film Love Actually
- 2004 : Satellite Awards : meilleur acteur dans un second rôle pour le film Love Actually
- 2004 : Young Artist Awards : meilleur second rôle masculin pour le film Love Actually
- 2007 : Young Artist Awards : meilleure distribution pour le film Nanny McPhee
- 2007 : Young Artist Awards : meilleur acteur pour le film Nanny McPhee
- 2008 : Young Artist Awards : meilleur acteur pour le film La Dernière Légion
- 2015 : Teen Choice Awards : meilleure révélation pour le film Le Labyrinthe
- 2015 : Teen Choice Awards : meilleure alchimie (partagé avec Dylan O'Brien) pour le film Le Labyrinthe
- 2021 : 73e cérémonie des Primetime Emmy Awards : meilleur acteur dans un second rôle dans une mini-série pour Le Jeu de la Dame

## Voix francophones
En France
| - Gabriel Bismuth-Bienaimé dans : - Game of Thrones (série télévisée) - Le Labyrinthe - Le Labyrinthe : La Terre brûlée - Godless (mini-série) - Le Labyrinthe : Le Remède mortel - Le Jeu de la dame (mini-série) - Pistol (mini-série) - Fabrice Trojani dans : - Phinéas et Ferb (voix) - Phinéas et Ferb, le film (voix) - Thunderbirds (voix) - Le Dragon argenté (en) (voix) | - Maxime Nivet dans : - Nanny McPhee - Bright Star Et aussi - Sajan Gardeux dans L'Enfant qui ne voulait pas mourir (téléfilm) - Jackie Berger dans Love Actually - Anton Sobana dans La Dernière Légion - Yoann Sover dans Nowhere Boy - Lazare Herson-Macarel dans Dans l'ombre des Tudors (mini-série) - Clément Moreau dans Le Renard : Prince des voleurs (série télévisée) |

Au Québec
| - Sébastien Reding dans : - L'Épreuve : Le Labyrinthe - L'Épreuve : La Terre brûlée - L'Épreuve : Le Remède mortel - François-Nicolas Dolan dans : - Nounou McPhee - Mon amour | Et aussi - Charlotte Mondoux Le Miracle des cartes (téléfilm) - Laurent-Christophe De Ruelle dans Il était une fois John |